# Dendrophidion paucicarinatum
Espèce
Synonymes
- Drymobius paucicarinatus Cope, 1894
- Dendrophidion paucicarinatus 
(Cope, 1894) - orthographe incorrecte

Statut de conservation UICN

 LC  : Préoccupation mineure
Dendrophidion paucicarinatum est une espèce de serpents de la famille des Colubridae.

## Répartition
Cette espèce se rencontre dans le sud du Costa Rica et dans l'ouest du Panama entre 1 000 et 1 600 m d'altitude.

## Description
Dans sa description Cope indique que le spécimen en sa possession mesure 123 cm dont 42 cm pour la queue. Ses yeux sont grands. Son dos est brun uniforme et sa face ventrale jaune. Cette espèce est parfois confondue avec Drymobius chloroticus.

## Publication originale
- Cope, 1894 : Third addition to a knowledge of the Batrachia and Reptilia of Costa Rica. Proceedings of the Academy of Natural Sciences of Philadelphia, vol. 46, p. 194-206 (texte intégral).